# 29-й отдельный сапёрный батальон
29-й отдельный сапёрный батальон — отдельное формирование (воинская часть) специальных войск (инженерных) РККА Вооружённых Сил Союза ССР, во время Великой Отечественной войны. 
Во время войны существовало три формирования отдельного сапёрного батальона под одним и тем же войсковым номером (№).

## 29-й отдельный сапёрный батальон Донского фронта
В составе действующей армии с 26 ноября 1942 по 10 января 1943 года.
Данные о боевом пути батальона Донского фронта установить не удалось, судя по подчинению должен был принимать участие в окружении вражеской группировки под Сталинградом, но при этом по данным Справочника боевого состава не числится в составе Донского фронта.

## 29-й отдельный сапёрный батальон 11-го стрелкового корпуса, 42-й армии
Принимал участие в Зимней войне.
В составе действующей армии с 22 июня 1941 по 5 февраля 1942 года.
Входил в состав 11-го стрелкового корпуса. На начало войны находился на строительстве оборонительных сооружений в Прибалтике. Смог отступить за Западную Двину. Сложно сказать каким путём: эвакуацией через Таллин или выходом из окружения в районе Тарту и через Нарву, или отступлением через Псков и далее, факт тот, что с сентября 1941 года батальон находился в составе 42-й армии на обороне Ленинграда в районе Лигово.
10 января 1943 года переформирован в 29-й отдельный инженерный батальон

### В составе
| Дата                 | Фронт (округ)         | Армия      | Корпус (группа)        | Примечания |
| -------------------- | --------------------- | ---------- | ---------------------- | ---------- |
| 22 июня 1941 года    | Северо-Западный фронт | 8-я армия  | 11-й стрелковый корпус | —          |
| 01 июля 1941 года    | Северо-Западный фронт | 8-я армия  | -                      | —          |
| 10 июля 1941 года    | Северо-Западный фронт | 8-я армия  | -                      | —          |
| 1 августа 1941 года  | Северо-Западный фронт | 8-я армия  | -                      | —          |
| 1 сентября 1941 года | -                     | -          | -                      | нет данных |
| 1 октября 1941 года  | Ленинградский фронт   | 42-я армия | -                      | —          |
| 1 ноября 1941 года   | Ленинградский фронт   | 42-я армия | -                      | —          |
| 1 декабря 1941 года  | Ленинградский фронт   | 42-я армия | -                      | —          |
| 1 января 1942 года   | Ленинградский фронт   | 42-я армия | -                      | —          |
| 1 февраля 1942 года  | Ленинградский фронт   | 42-я армия | -                      | —          |

## 29-й отдельный сапёрный батальон 52-й стрелковой дивизии
В составе действующей армии с 22 июня 1941 года по 26 декабря 1941 года
Входил в состав 52-й стрелковой дивизии, повторил её боевой путь.
26 декабря 1941 года за боевые отличия, мужество и отвагу личного состава формирования был награждён почётым званием «гвардейский» и преобразован в 1-й гвардейский отдельный сапёрный батальон

## Другие инженерно-сапёрные подразделения с тем же номером
- 29-й отдельный запасной сапёрный батальон
- 29-й отдельный инженерный батальон
- 29-й гвардейский отдельный моторизованный инженерный батальон
- 29-й отдельный инженерно-сапёрный батальон
- 29-й отдельный штурмовой инженерно-сапёрный батальон
- 29-й отдельный понтонно-мостовой батальон
- 29-й отдельный моторизованный понтонно-мостовой батальон